# غار تدفینی پوزه‌سرخ ۲
غار تدفینی پوزه سرخ ۲ در شهرستان پاسارگاد، بخش هخامنش، دهستان مادر سلیمان، روستای مبارک‌آباد، تنگبلاغی، دره غرب پوزه سرخ واقع شده و این اثر در تاریخ ۱۸ شهریور ۱۳۸۷ با شمارهٔ ثبت ۲۳۳۷۳ به‌عنوان یکی از آثار ملی ایران به ثبت رسیده است.